# 永田昌康
永田昌康（2月22日—）是日本的男性聲優。所屬Office PAC。岐阜縣出身。

## 演出作品

### 電視動畫
2006年
- Kanon <京都動畫版>（鯛魚燒屋的老爹）
- 血戰（研究員）

2007年
- 神靈狩/GHOST HOUND（川村浩幸）

2008年
- 屍姬 赫（警衛）
- 獸神演武 HERO TALES（玄狼成員）
- 星際寶貝（漁夫A）
- 隱王（監視者）

2009年
- 鋼鐵人：裝甲冒險

2010年
- COBRA THE ANIMATION（牢兵）
- 海螺小姐（弟子1）[2]

2011年
- 金鋼狼（馬德里普爾的居民）
- 銀魂'（男子A、部下）
- TIGER & BUNNY（司法局幹部）

2012年
- 宇宙兄弟（手島有利、面試官A、面試官、新聞主播、TV播報員A、主持人、咖啡廳的老人、JAXA職員、中年的主持人、巴士導遊工作人員、新聞記者、教師）
- 天才麻將少女 阿知賀篇 episode of side-A（記者）
- 魯邦三世 -名為峰不二子的女人-（車站人員）

2013年
- 宇宙兄弟（講義擔任職員、NASA職員、通行人、馬爾康·艾爾金、芭蕾舞教練）
- 銀魂'（士兵B、根津、昆夷夢星人）

2014年
- 宇宙兄弟（月面基地播報員）

2017年
- 名侦探柯南（黑谷卓郎）

### OVA
- 華八家哉 我的一族 活動俱樂部（佐伯首相）

### 劇場版動畫
- 勇者物語
- 劇場版 超時空要塞Frontier 戀離飛翼〜再見的羽翼〜

### 外語配音
- 急診室的春天XV（喬伊）
- 石頭之夢
- 愛情殺手吳水晶（徐民英）
- 慾海醫心
- 犯罪心理5（理查）
- 犯罪心理6 #4
- 犯罪心理 大搜索
- CSI犯罪現場：紐約6、7
- Giant（趙弼沿）
- 達文西密碼
- 色遇
- 魔龍戰役
- 天使與魔鬼
- 蝙蝠俠：開戰時刻
- 末日毀滅
- 神奇律師
- 曾是超人的男子（波恩）
- 珍·瑪波4 鏡子魔術
- 神經妙探3 #1
- 不存在的女兒
- 樂園
- 大物（秘書室長）
- 六年之癢（關民正）
- 你能聽到我的心嗎？（彭英貴）
- 美女上錯身

## 外部連結
- Office PAC公開簡歷 （页面存档备份，存于）